# Paul List
Pavel M. List, meglio noto come Paul List (Klaipėda, 1887 – Londra, 9 settembre 1954), è stato uno scacchista russo (sovietico dal 1921 al 1937).
Nato da una famiglia ebraica in Lituania quando faceva parte dell'Impero russo, nel 1937 emigrò in Inghilterra, ma non acquisì mai la cittadinanza britannica.

## Principali risultati
- 1908  –  vince il campionato di Odessa;[1]
- 1910  –  3º a Odessa (vinse Boris Verlinskij); pareggia un match a Odessa con Grigorij Levenfisch (+4 –4 =1);
- 1912  –  4º a Vilnius nel "All-Russian Masters' Tournament", vinto da Karel Hromádka;
- 1926  –  7º a Berlino;
- 1927  –  6º a Berlino; 3º a Magdeburgo;
- 1930  –  3º a Francoforte;
- 1936  –  3º a Nottingham (torneo B, vinto da Salo Landau);
- 1937  –  4º a Ostenda;
- 1938  –  3º a Plymouth;
- 1939  –  2º a Birmingham; 4º a Hampstead;
- 1940  –  pari primo a Londra con Harry Golombek;
- 1946  –  5º a Zaandam (vinse Max Euwe);
- 1950  –  2º nel campionato di Londra, dietro a James Aitken;
- 1953  –  vince a Londra il campionato britannico blitz (10" a mossa) con 15,5/17.[2]

Il 5 maggio 1916 Alexander Alekhine e Paul List diedero una simultanea in tandem a Kiev su 20 scacchiere, con il risultato di 17 partite vinte e tre patte.
Il 14 novembre 1932, in occasione dell'apertura di un circolo scacchistico a Berlino, List diede una simultanea su 38 scacchiere in tandem con Fritz Sämisch, con il risultato di 31 partite vinte, cinque pareggiate e due perse.